# Pieter Jan Baptist Carel Robidé van der Aa
Pierre Jean Baptiste Charles Robidé van der Aa (Oosterbeek, 23 mei 1832 – 's-Gravenhage, 10 februari 1887) was een Nederlands Indonesiëkundige en geograaf.

## Leven
Van der Aa werd geboren op huize de Hemelsche Berg in Oosterbeek als zoon van de jurist en schrijver Christianus Petrus Eliza Robidé van der Aa en Lucia Maria de Jongh. Nadat zijn moeder in 1846 was overleden en zijn vader in 1848 onder curatele was gesteld, werd de echtgenoot van zijn halfzus Anna Cornelia Robidé van der Aa,  Mr. Gerrit David Jordens, zijn voogd. Hij genoot zijn eerste opleiding op de kostschool “Het Hemeldal” gelegen op het landgoed van zijn ouders onder leiding van de heer Roodhuyzen. In 1847, kort na het overlijden van zijn moeder, werd  hij op het Instituut Noorthey bij Voorschoten, van P. de Raadt, geplaatst; hij verbleef daar tot augustus 1850. Van der Aa die, evenals zijn ouders, tot de Evangelisch Lutherse gemeente behoorde wilde aanvankelijk tot predikant worden opgeleid aan het Atheneum en Evangelisch Luthers Seminarie te Amsterdam. In mei 1855 legde hij in Leiden zijn kandidaatsexamen in de theologie af. Daarna zette hij die studie echter niet door, maar wijdde zich aan geschiedkundige en vooral aardrijkskundige studiën. In 1856 gaf hij gedurende een korte tijd lessen aardrijkskunde op het Instituut Noorthey. Hij was echter voldoende kapitaalkrachtig om niet te hoeven werken en vestigde zich in 1857 in Den Haag, eerst aan de Wagenstraat en later aan de Laan Copes van Cattenburch waar hij begon met de aanleg van een rijke bibliotheek en kaartenverzameling. Hij bleef ongehuwd.

## Werk
Onder het pseudoniem  Robrecht van Peene (naar grootmoeder van vaderskant F.A.B. van Peene) schreef hij veel artikelen in de NRC en in de Koloniale Jaarboeken (1860-64). Hij was verder medeoprichter en bestuurslid van het Koninklijk Nederlandsch Aardrijkskundig Genootschap en bestuurslid van het Koninklijk Instituut voor Taal-, Land- en Volkenkunde. Hij werkte, behalve aan de uitgaven van deze instellingen, aan verschillende tijdschriften mee, onder andere de Indische Gids en de Nederlandsche Spectator.
Enkele bekende  geschriften geheel of ten dele door hem geschreven: 
- Afrika studiën; koloniaal bezit en particuliere handel op Afrika's Westkust[a] (1871)
- Reizen naar Nederlandsch Nieuw-Guinea ondernomen op last der regeering van Nederlandsch-Indië in de jaren 1871, 1872, 1875-1876[b]. Met geschied- en aardrijkskundige toelichtingen door P.J.B.C. Robidé van der Aa (1879)
- De Geelvinksbaai op Nieuw-Guinea (1875)
- Kritisch overzicht der reizen naar Nederlandsch Nieuw-Guinea in de jaren 1879-1882[c] (1879-82).
- Reizen van Van Braam Morris naar de Noordkust van Nederlands Nieuw-Guinea (1883-84).
- Reis in Oost- en Zuid-Borneo van Koetei naar Banjermassin ondernomen op last van de Indische regeering in 1879 en 1880[d]. met aanteek. en bijl. van P.J.B.C. Robidé van der Aa  (1887)
- De groote Bantamsche opstand in het midden der vorige eeuw, bewerkt naar meerendeels onuitgegeven bescheiden uit het oud-koloniaal archief, met drie officieële documenten als bijlagen[e] (1881)

Hij overleed in 1887, slechts 54 jaar oud. Per testament had hij bepaald dat zijn verzameling van ruim 3500 boeken en andere documenten - waaronder Atlas Van der Hagen - aan de Koninklijke Bibliotheek zou worden aangeboden. Ook het Koninklijk Instituut voor de Taal-, Land- en Volkenkunde kon toen een keuze maken uit publicaties gewijd aan de indologische en koloniale wetenschappen.
- Biblioteca Nacional de España: XX5053394
- Bibliothèque nationale de France: cb178529595 (data)
- Biografisch Portaal: 98003611
- Digitale Bibliotheek voor de Nederlandse Letteren: robi010
- Gemeinsame Normdatei: 12102637X
- International Standard Name Identifier: 0000 0004 4642 7413
- Library of Congress Control Number: n2004021209
- Nationale bibliotheek van Australië: 36560181
- Nederlandse Thesaurus van Auteursnamen: 070886717
- Système universitaire de documentation: 158107683
- Trove: 1292593
- Virtual International Authority File: 3316954
- WorldCat: E39PBJrckY6YrKr7F4GVbPFkDq